# بئر سماح
بئر سماح هي بئر مشهورة بعذوبة وغزارة مياهها المعدنية التي تتفوق على مياه بئر فيشى المشهورة في فرنسا، وحاليا تقوم حولها حديقة سماح الواقعة في قلب مدينة حائل حيث تمركزت المدينة في نموها حول هذه البئر ، التي يعود تاريخها إلى عهد الأمير محمد العبد الله الرشيد وقد اقترح الحفر في هذا الموقع رجل يقال له دغيمان الهمزاني بعد أن تم حفر بئر سميح المجاورة؛ التي خيبت الظن من حيث غزارة الماء وعذوبته. ودغيمان هذا من أبناء آل همزان المعروفين وخاصة فخذ آل عواد بموهبة التفرس بمعرفة طبيعة الماء في باطن الأرض ، من حيث وفرته وعذوبته وعمقه ومدى وعورة الأرض وصعوبات الحفر .. الخ ؛ وذلك من خلال النظر المجرد ، وبالتالي يمكن تحديد الأماكن المناسبة للزراعة وحفر الآبار المهمة تبعا لشح المياه في بيئة شبه الجزيرة العربية الصحراوية ، وفي نجد يسمى الشخص المتميز بهذه الموهبة السايوس أوالصانوت وفي جنوب السعودية يسمونه المرزم وقد ذكر الكاتب الأستاذ عبد الله نور في مقال نشره في مجلة اليمامة : تحت عنوان ((عرق أسكر)) أن هذه المهارة التي يتميز بها بعض الأشخاص الموهوبين من آل همزان يسمونها العرب قديما فراسة الريافة ..وأنها علم يعتمد على حقائق وشواهد واستقراءات واقعية يمكن تعلمها مطالبا بإيجاد معاهد أو ما شابه ذلك لتعليم مثل هذه المهارات والمحافظة علسها من الاندثار.. وتجدر الإشارة إلى أن خصائص البيئة الطبيعية لدى آل همزان هي التي ساعدتهم على وجود هذه الموهبة والتفرس في اكتشاف المعطيات ذات الدلالات التي يمكن الوثوق بها ، لكونهم يعيشوت في قمة هضبة جبلية عالية لا تزال تحتفظ بخصائصها التكوينية حيث لم تنسلخ تماما نتيجة انجرافات العصر الجليدي فلا تزال واضحة المعالم بحيث يمكن التفرس بطبيعتها ، وتستند هذه المهارة على قوة الربط التكاملي بين عناصر ثلاثة هي الجيولوجيا والهدرولوجيا والفيزيا ، وذلك من خلال منظور جيوهدروفيزيقي..